# 唐犬権兵衛
唐犬権兵衛（とうけんごんべえ、生年不詳 - 貞享3年（1686年））は、江戸時代の侠客。幡随院長兵衛の死後、町奴の頭目として重きをなした。

## 生涯
旗本の士大道寺権内の屋敷前を通行する折、手飼いの唐犬2匹をけしかけられたとき、権兵衛は土足で犬を踏み殺したというので「唐犬」の異名をとった。平素は紅裏甲斐絹の裾縁をとった着物を身に纏っていたという風流男で、そのころ唐犬組の壮漢の中には額を広くして髪を結う流行があり、世にこれを唐犬額といって粋なもののひとつに数えられた。明暦元年（1655年）11月盗賊改役の中山直守が浪人遊民狩りを企てて町奴34人を召し取り処分したとき、唐犬もまた年来「おとこだて」を業とし、かつて水野成之を手篭めにしたという罪で捕らえられたが、一旦免され、その後20数余年再び町奴の検挙があったとき、町奴200余人とともに罪に問われ貞享3年9月27日、伝馬町牢屋敷に下り、間も無く江戸中引回しの上、鈴ヶ森で打首獄門に晒された。
歌舞伎の『極付幡随長兵衛』、その他に脚色された。

## 唐犬を演じた人物
- 東千代之介ー映画「九ちゃん刀を抜いて」（1963）
- 沢竜二ードラマ「日本巌窟王」（1979）